# Байдарка

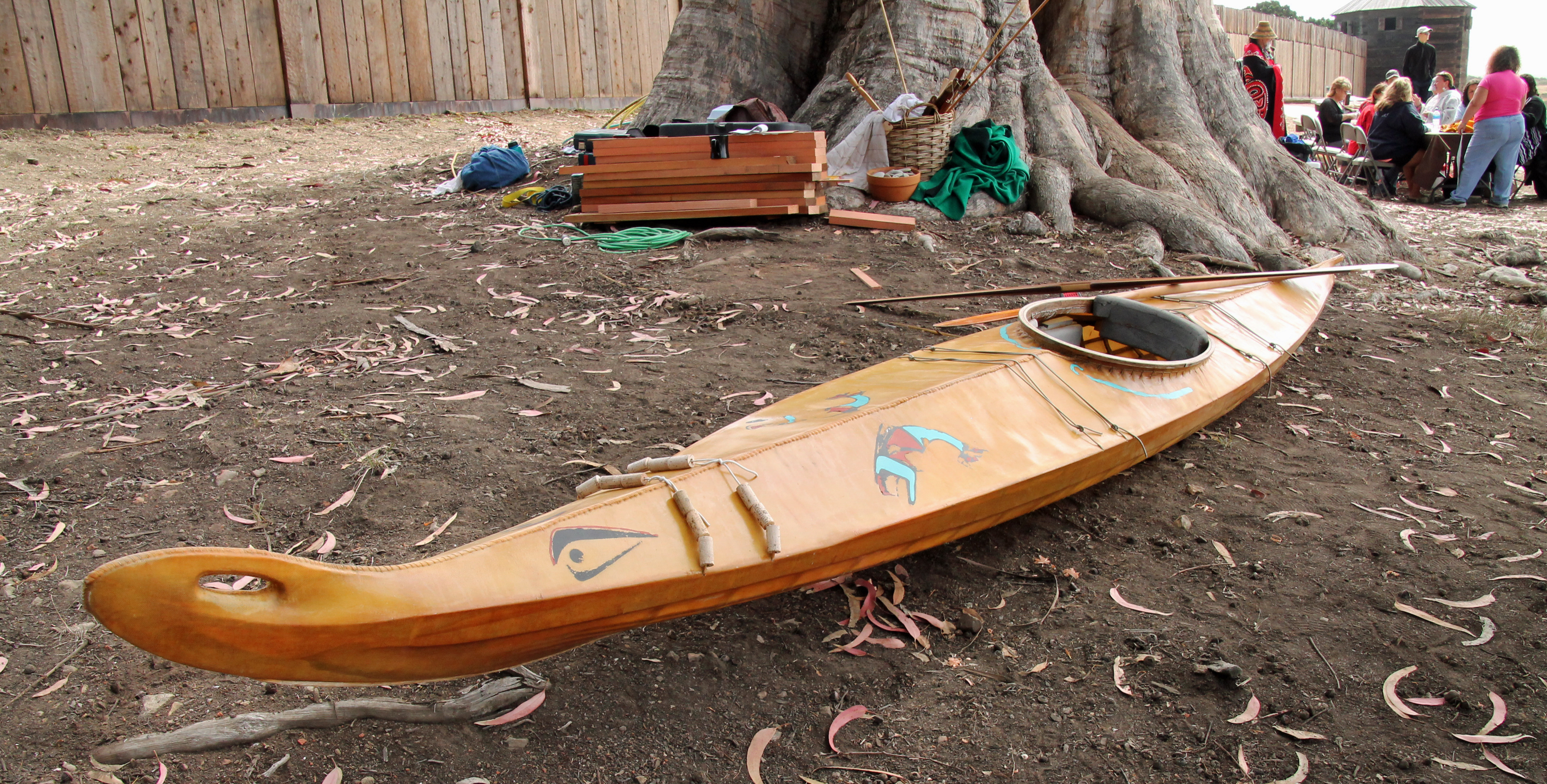
Сучасний каяк. Форт Росс.

Байда́рка, інша назва каяк — човна, подібного до традиційних човнів північних народів з закритим верхом, в якому є отвір для одного або двох гребців, що гребуть дволопатевими веслами. Окрім того, термін «байдарка» може вживатися і як зменшувальна форма до байдара.

## Назва
Слово байдарка, байдара є запозиченням з російської мови, де розглядається як утворення від байда чи  назви українського водного судна байдак.

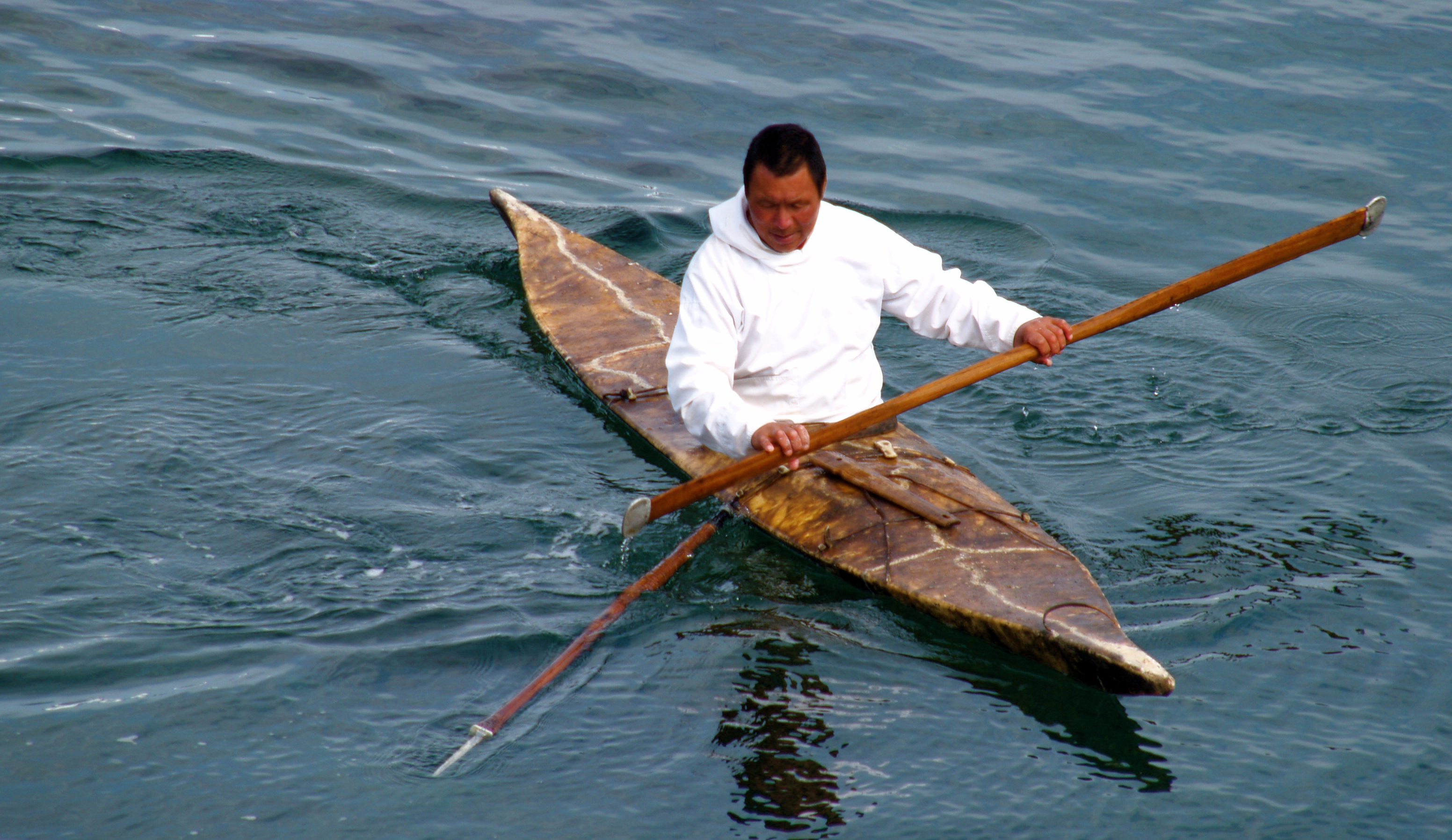
Мисливець-ескімос у традиційному каяку

Поза межами Росії щодо легких човнів з дволопатевими веслами вживається назва каяк. Вона походить через посередництво європейських мов (пол. kajak, англ. kayak, нім. Kajak) від інук. ᖃᔭᖅ, а похідне каякінг («каякарство») — від англ. kayaking. В СРСР «каяками» частіше називали традиційні мисливські човни деяких народів Арктики (канадських і гренландських ескімосів), тоді як сучасні спортивні човни аналогічної конструкції частіше називали «байдарками». В переважній більшості мов світу, навпаки, запозичене з російської «байдарка» (нім. Baidarka, ісп. baidar, яп. バイダルカ) вживається лише як варіант назви човнів (каяків) алеутів.

## Історія

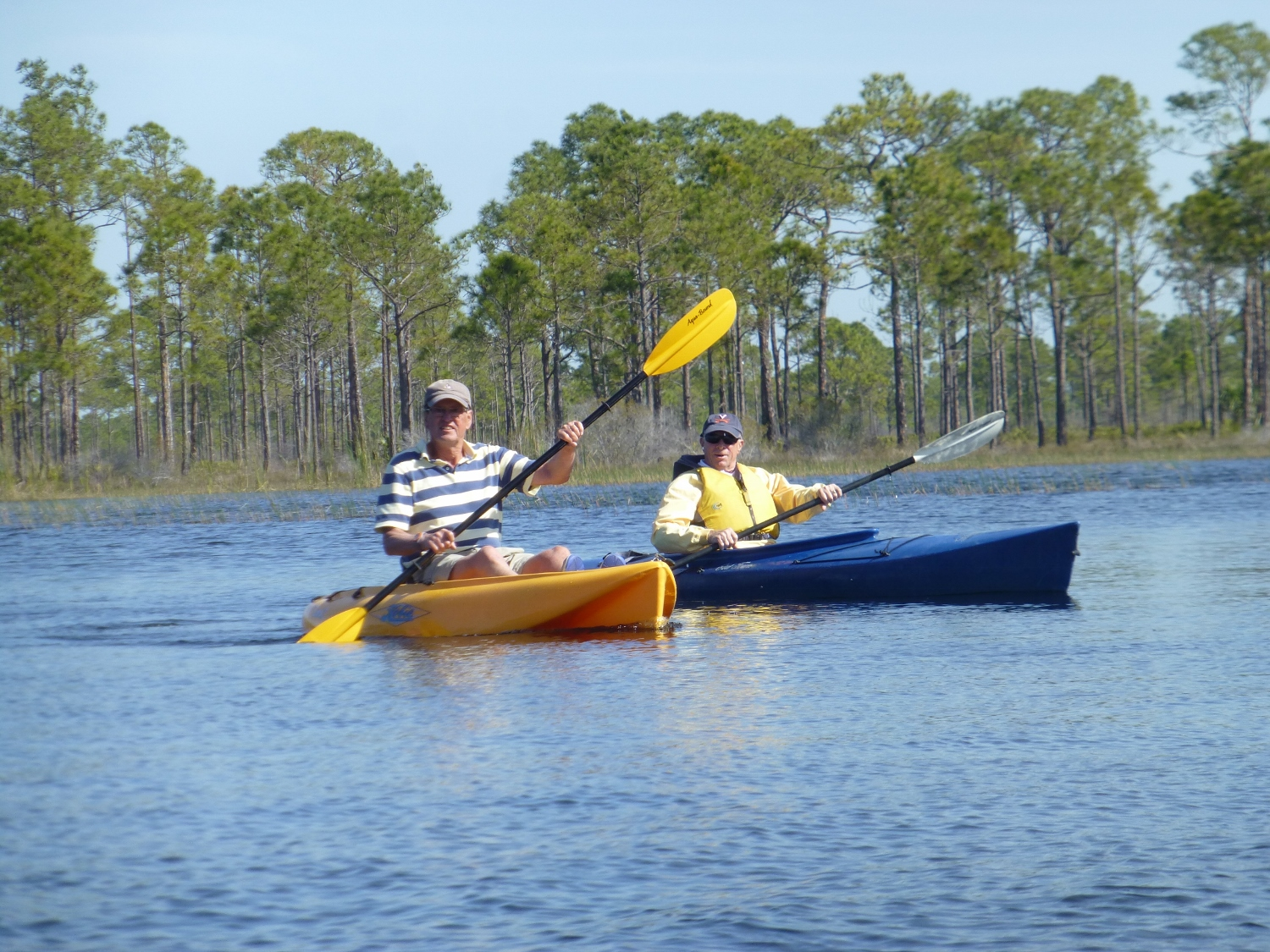
Весляри на спортивних каяках

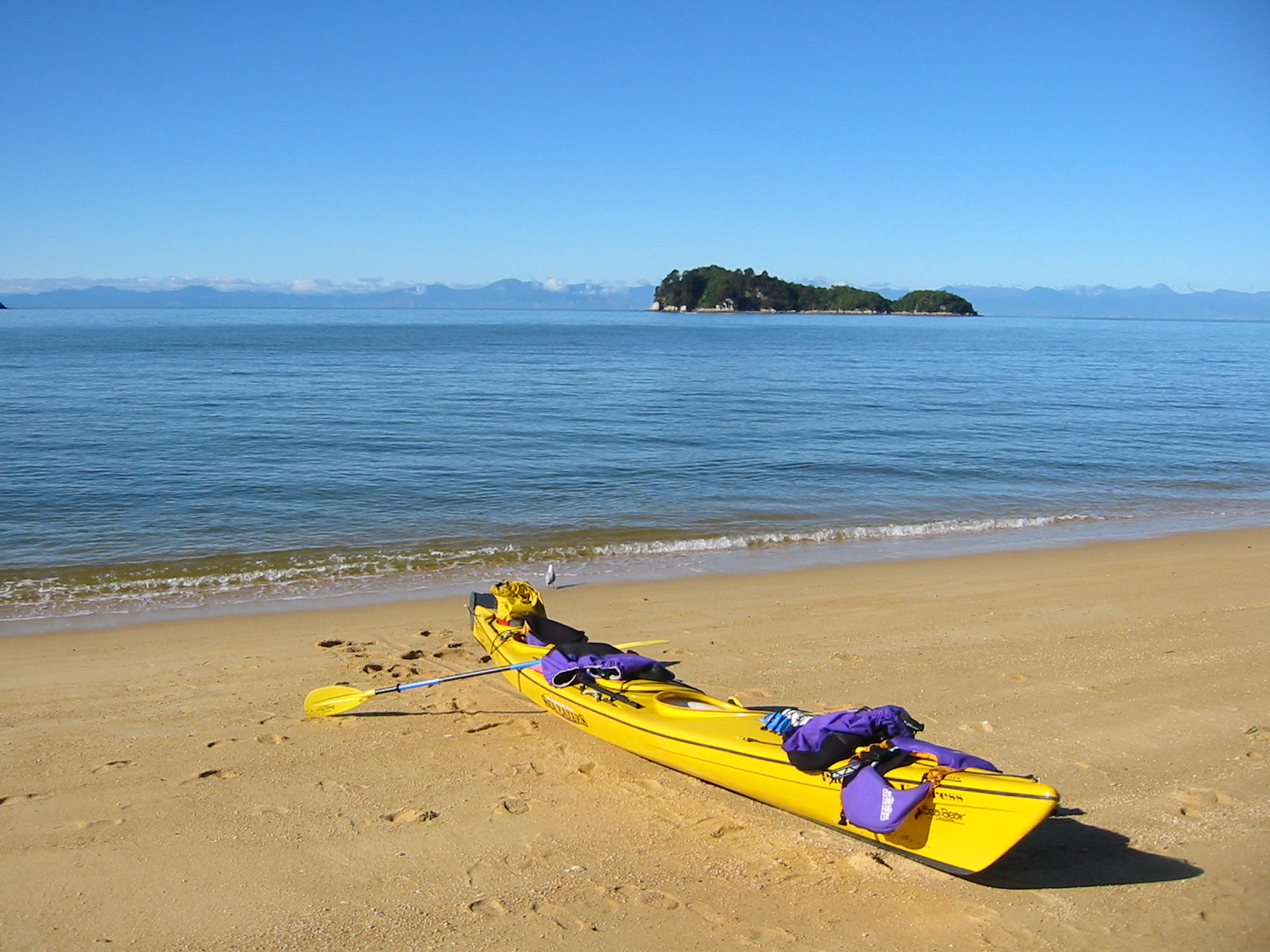
Морський каяк

Легкі човни з обтягнутим шкірою дерев'яним чи кістяним каркасом використовувалися здавна корінними народами Півночі (алеутами, інуїтами, ескімосами, північноамериканськими індіанцями) для полювання на морського звіра.

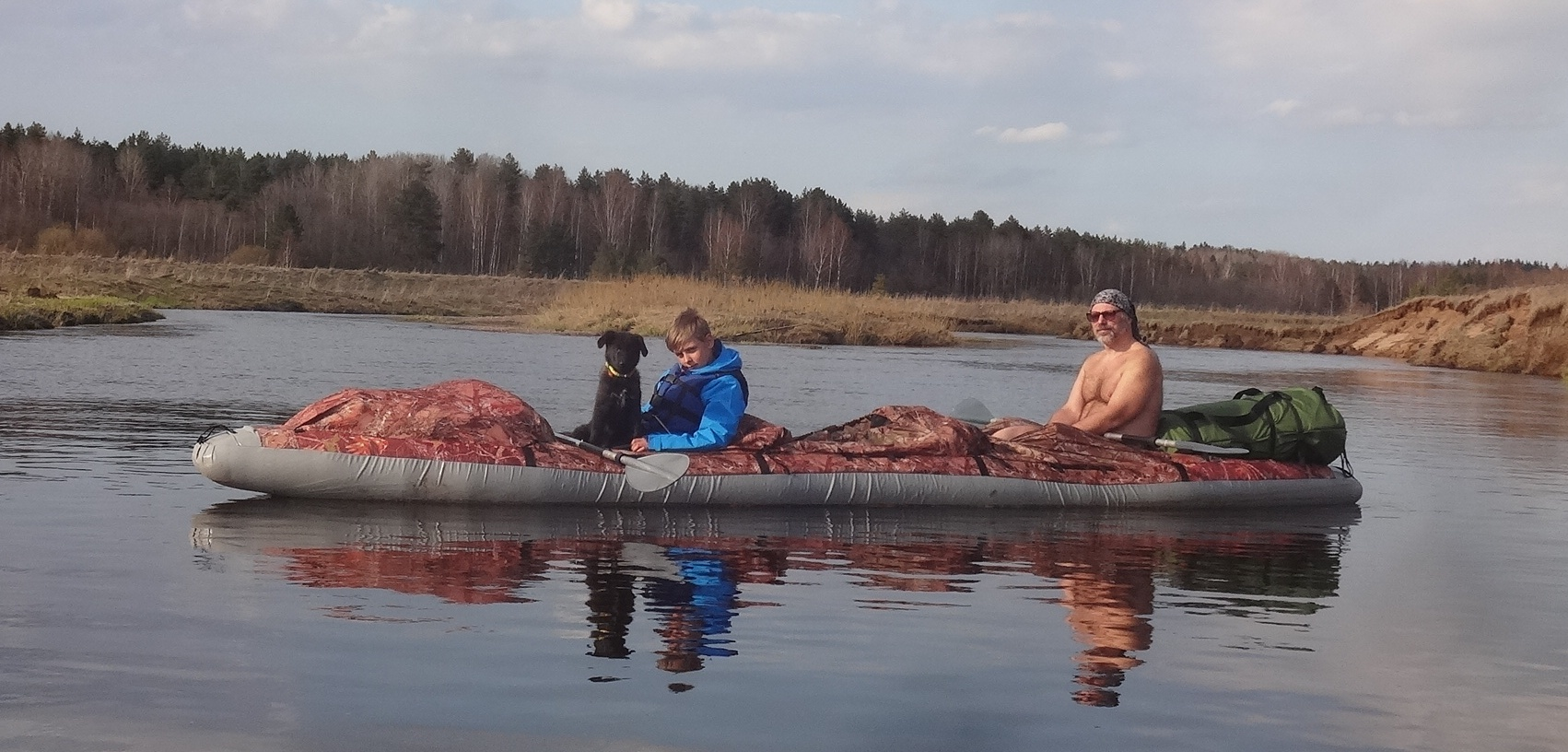
Надувна байдарка

Історія сучасних байдарок починається приблизно в XIX столітті. У деяких європейських країнах (Великій Британії, Німеччині та ін.) їх стали використовувати для водного туризму: один з його засновників Джон МакҐреґор у 1865 році побудував аналог ескімоського каяка, названий ним «Роб Рой». Довжина човна була 4,5 м, ширина — 0,7 метра. Пізніше він створив другий варіант каяка і здійснив на ньому подорож по багатьох річках і озерах Центральної Європи, Балтійському і Червоному морях, Суецькому каналу. У 1874 році МакҐреґор заснував перший у світі клуб любителів веслування на каяках і каное.

## Конструкція
Байдаркою в СРСР називали спортивний човен типу «каяк» з закритим верхом, в якому є отвір для гребців. Гребці (1,2 або 4) сидять на сидінні близько до дна лицем у бік руху і гребуть дволопатевими веслами. Стерно споряджене ножним приводом і управляється педалями. Каркас байдарки виготовляється з ясена  або з алюмінію та обшивається фанерою чи тканиною. Останнім часом поширені байдарки з пластику. Туристичні розбірні байдарки виготовляють з водонепроникної тканини, якою обтягують каркас.
Розрізняють такі типи байдарок:
За призначенням
- Спортивні
- Навчальні
- Слаломні (без стерна)
- Туристські (розбірні)

За місткістю
- Одномісні
- Двомісні
- Чотиримісні
- Восьмимісні

## Байдара

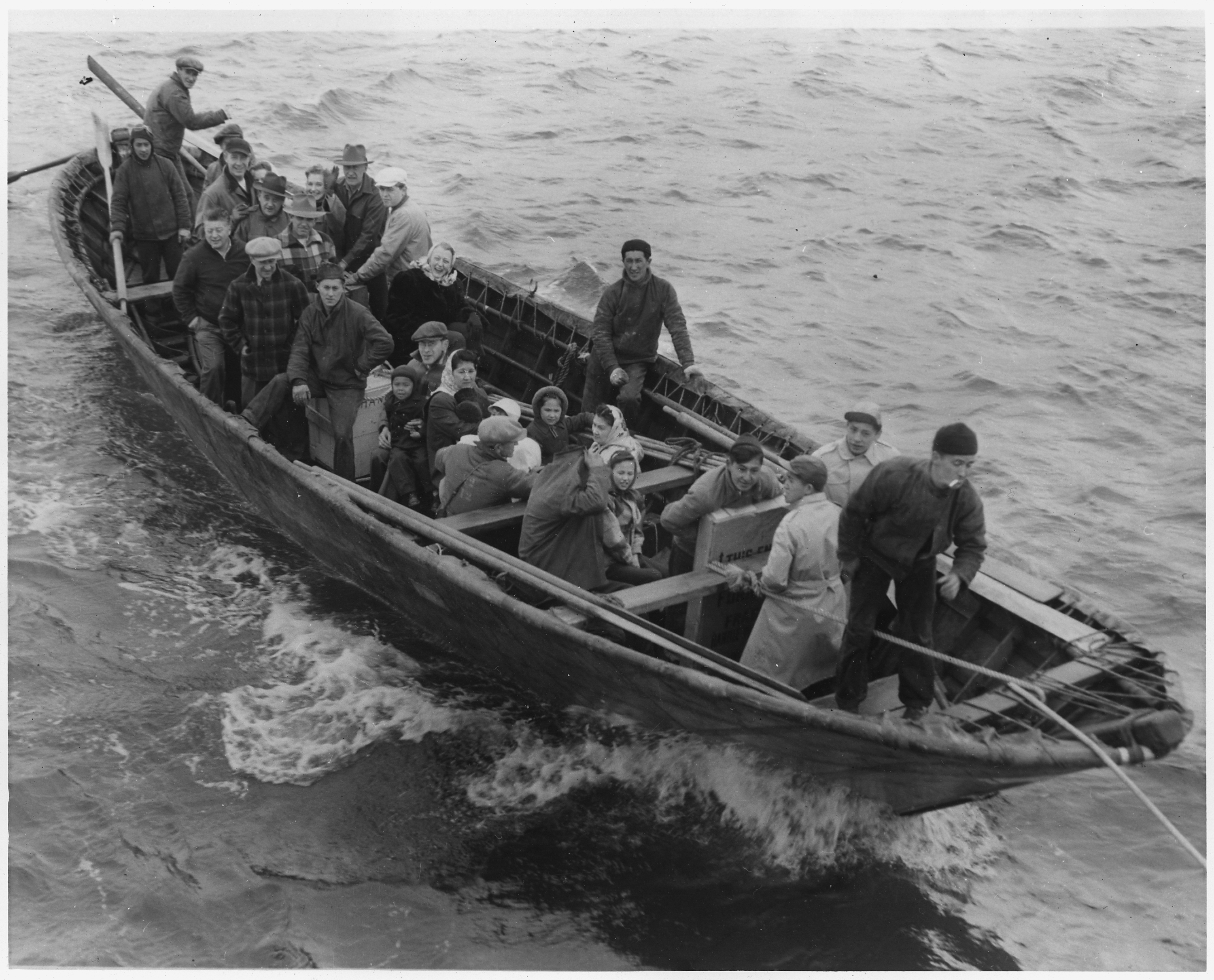
Традиційна алеутська байдара

Байдара — обшитий шкірою великий промисловий човен на річках і морях Західної Азії та Далекого Сходу.
Далекосхідна байдара в корінних народів має різні назви (чук. лыгъытвъэт, коряц. култаытвыыт, ескім. аньяпик, умиак). Вміщує до 30 осіб. На байдарах місткістю до 15 осіб, споряджених 1-2 щоглами з вітрилами, плавали і європейські промисловики.
Свою російську назву далекосхідні байдари отримали за схожість з південноросійськими байдарами (вони також називалися «байдами» чи «байдаками»). Це були веслові чи вітрильні рибальські і вантажні човни, поширені на Чорному, Азовському і Каспійському морях. Окрім того, так називали весельні пороми для переправи через річки, а на Тереку — човни для заведення неводів. Байдару згадує Т. Г. Шевченко у вірші, присвяченому поверненню з Кос-Аралу: «Парус розпустили, // Посунули по синій хвилі // Помеж кугою в Сирдар'ю // Байдару та баркас чималий».